# Val (film)
Val è un documentario biografico del 2021 diretto e prodotto da Leo Scott e Ting Poo, incentrato sull'attore Val Kilmer.

## Trama
Il film segue la vita e la carriera dell'attore Val Kilmer. È stato realizzato grazie a centinaia di ore di video che Kilmer ha accumulato nel corso di 40 anni, passando da filmati amatoriali in Super 8 e 16 millimetri a riprese in VHS e digitale. Il documentario immortala con uno sguardo intimo e toccante la vita personale e il percorso di Kilmer attraverso il cinema, la sua giovinezza, la perdita dell'amato fratello Wesley a 17 anni, l'ammissione alla prestigiosa accademia Juilliard School come il più giovane studente di recitazione mai ammesso, dietro le quinte inediti, fino alla battaglia contro il cancro alla gola.
Il documentario è narrato dal secondogenito di Val Kilmer, Jack.
(Val Kilmer)

## Distribuzione
Il documentario è stato presentato in anteprima mondiale alla 74ª edizione del Festival di Cannes il 7 luglio 2021, È stato distribuito limitatamente nei cinema il 23 luglio, ed è approdato sulla piattaforma digitale Prime Video il 6 agosto successivo.

## Accoglienza
Val ha ricevuto una calorosa accoglienza. Sull'aggregatore Rotten Tomatoes detiene una percentuale di gradimento del 94% con un voto ponderato di 7,7 su 10, sulla base di 110 recensioni professionali, e un giudizio generale che recita: «Un documentario avvincente e riflessivo che beneficia della cronaca personale del soggetto, Val offre uno sguardo intimo su una vita e una carriera uniche». Su Metacritic ha ottenuto una valutazione di 73 su 100 basata su 29 recensioni professionali, corrispondente a «recensioni generalmente favorevoli».